# Macolo
Macolo é uma vila e comuna angolana que se localiza na província de Uíge, pertencente ao município de Massau.
Anteriormente uma comuna do município de Milunga, em 5 de setembro de 2024 foi transferido para a jurisdição do novo município de Massau.